# Indische doornstaartagame
De Indische doornstaartagame (Saara hardwickii) is een hagedis uit de familie agamen (Agamidae).

## Naam en indeling
De wetenschappelijke naam van de soort werd voor het eerst voorgesteld door John Edward Gray in 1827. Oorspronkelijk werd de naam Uromastyx hardwicki gebruikt. Tegenwoordig wordt de soort tot het geslacht Saara gerekend.
De soortaanduiding hardwickii is een eerbetoon aan de Britse natuuronderzoeker en militair Thomas Hardwicke (1755 - 1835).

## Uiterlijke kenmerken
Mannetjes bereiken een kopromplengte van ongeveer 24 centimeter, de vrouwtjes worden ongeveer 21 cm lang. De staart is korter dan het lichaam en is ongeveer 15 cm lang. De staart is voorzien van stekels, net als bij de andere doornstaartagamen. De lichaamskleur is geel tot bruingeel, de buik is lichter tot wit van kleur.

## Levenswijze
Op het menu van de jongere dieren staan voornamelijk ongewervelden zoals insecten. Oudere dieren gaan echter steeds meer planten eten en worden uiteindelijk volledig vegetarisch. De dieren leven dan van grassen, bladeren en bloemen.
De dieren leven in kolonies van meerdere generaties waarbij een dominant mannetje het territorium bewaakt. De vrouwtjes zetten eieren af in de zijkamers van meterslange tunnels. In tegenstelling tot veel andere hagedissen blijven de juvenielen de eerste tijd bij hun ouders wonen tot ze uiteindelijk zelfstandig worden en het hol verlaten.

## Verspreiding en habitat
De hagedis komt voor in delen van Azië en leeft in de landen Afghanistan, India en Pakistan.
De habitat bestaat uit drogere gebieden met een zanderige tot rotsige ondergrond.